# Wilhelm Stoffel
Wilhelm Stoffel (* 30. April 1928 in Köln; † 24. Juni 2025 ebenda) war ein deutscher Biochemiker. Er war Leiter des Laboratoriums für Molekulare Neuroforschung am Zentrum Biochemie der medizinischen Fakultät der Universität zu Köln und Gründungsvater am Center for Molecular Medicine Cologne, Köln.

## Leben
Stoffel studierte ab 1947 Medizin an der Universität Köln, wo er 1952 sein medizinisches Staatsexamen ablegte und am Physiologisch-Chemischen Institut promoviert wurde. Davor war er 1951 mit einem Stipendium am Institut für Biochemie der Universität Uppsala. 1953 schloss er ein Chemie-Studium an der Universität Bonn an mit dem Diplom-Abschluss 1957. Danach war er mit einem Rockefeller-Stipendium bis 1959 am Rockefeller Institute in New York City bei Ahrens und Craig. 1959 wurde er an der Universität Köln in Chemie promoviert (Synthesen Bacitracin A verwandter Strukturen). In den Jahren 1959 und 1960 war er am Institut für Biochemie der ETH Zürich und danach Assistent an der Universität Köln, wo er 1962 in Physiologischer Chemie habilitiert wurde (Über die Biosynthese von Polyenfettsäuren). 1964 wurde er dort Dozent und 1967 ordentlicher Professor für Biochemie und Direktor des Instituts für Biochemie. 1981 gründete er das von der Fritz-Thyssen Foundation geförderte erste deutsche Graduierten-Kolleg an der Universität zu Köln. 1993 gründete er in Köln das Zentrum für Molekulare Medizin (ZMMK), das er bis 1996 leitete und dessen Bereich Neurowissenschaft er danach begleitete.
Stoffel befasste sich unter anderem mit dem Aufbau von Zellmembranen insbesondere in Nervenzellen (Myelinscheide der Axone, dort vorkommenden Lipiden wie Sphingolipiden), den an ihrem Aufbau beteiligten Zellen (Oligodendrozyten im Fall des zentralen Nervensystems) und damit verbundenen Krankheiten, die er zum Beispiel anhand genetisch bedingter Defekte am Mausmodell studierte.
1978 erhielt er die Otto-Warburg-Medaille und den Wilhelm-Feldberg-Preis, 1965 den Heinrich-Wieland-Preis, 1998 den Zülch-Preis der Max-Planck-Gesellschaft, 1990 den Ernst-Jung-Preis und 1992 den Max-Planck-Forschungspreis. Stoffel war Mitglied der Nordrhein-Westfälischen Akademie der Wissenschaften (1984) und der Leopoldina (1969).
Stoffel war seit 1958 verheiratet und hatte vier Kinder. Er starb am 24. Juni 2025 im Alter von 97 Jahren.

## Ehrungen und Auszeichnungen
- Heinrich-Wieland-Preis (1965)
- Otto-Warburg-Medaille (1978)
- Ernst-Jung-Preis (1990)
- Max-Planck-Forschungspreis (1992)
- International Prize for Translational Neuroscience (Zülch-Preis; 1998)
- Ehrendoktorwürde (Medizin) der Universität Hamburg (1992)
- Ehrendoktorwürde der Universität Köln (2008)